# Qitapenas
Qitapenas fue una miniserie argentina de género comedia musical. La misma fue producida por Utopía, para Telefe. La ficción se estrenó en la Argentina, el 30 de abril de 2013 en el horario de las 21:00 (UTC-3). Posteriormente, debido al bajo nivel de audiencia, fue movido a los días sábados, en el horario de las 10:45am.
Estuvo protagonizada por Miguel Ángel Rodríguez y Silvia Kutika, con las participaciones antagónicas de Jean Pierre Noher y Natalia Lobo. A ellos los acompañan los actores Benjamín Amadeo, Sofía Reca, Patricia Etchegoyen, Fabián Arenillas, Mariano Chiesa, Anita Gutiérrez, Federico Coates, Margarita López, Diego Pérez y Carlos Kaspar, que completan el elenco fijo. Además cuenta con participación estelar de María Concepción César.

## Sinopsis
Tony Qitapenas (Miguel Ángel Rodríguez) está casado hace 20 años con Joaquina (Silvia Kutika), con quien tienen tres hijos: Lola (Sofía Reca), Fede (Federico Coates) y Nina (Margarita López). Esta familia comparte la pasión por la música, ya que todos ofrecen shows en el restaurante, con pinta bien de bodegón porteño. La vida de los Qitapenas se ve alterada cuando llega al barrio la familia Jones, encabezada por Brian (Jean Pierre Noher), que viene a tomarse revancha de algo que sucedió en el pasado. Al igual que los Qitapenas, los Jones también son una familia de artistas, por lo que Brian decide montar en la esquina de enfrente un moderno restaurante con un anfiteatro para músicos y cantantes. Brian -Juan Carlos en el pasado- está acompañado por la bellísima Angie (Natalia Lobo) y su hijo Alex (Benjamín Amadeo), que se enamorará de Lola Qitapenas.

## Elenco

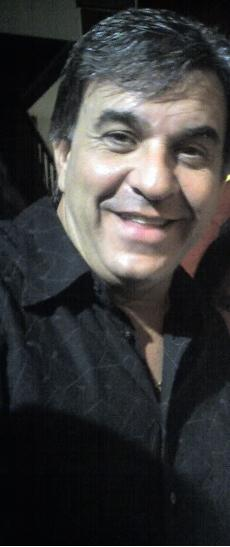
Miguel Ángel Rodríguez, protagonista de «Quitapenas».

### Protagonistas
- Miguel Ángel Rodríguez - Antonio 'Tony' Qitapenas
- Silvia Kutika - Joaquina Qitapenas
- Natalia Lobo - Ángela 'Angie' Herrera
- Jean Pierre Noher - Juan Carlos 'Brian' Jones
- Benjamín Amadeo - Alex Jones
- Sofía Reca - Dolores 'Lola' Qitapenas

### Elenco coprotagónico
- Patricia Etchegoyen - Roberta Vallejos
- Fabián Arenillas - Renato Qitapenas
- Mariano Chiesa - Nicolás 'Nico' Paredes
- Anita Gutiérrez - María José 'Majo' Romanutti
- Federico Coates - Federico 'Fede' Qitapenas
- Margarita López - Nina Qitapenas
- Diego Pérez - Amadeo Carrizo
- Carlos Kaspar - Carmelo Molina
- María Concepción César - Reina Escalante

### Participaciones
- Virginia da Cunha - Paty Morris
- Adrián Scaramella - Santiago Luna
- Boy Olmi - Marcos Aguirre
- Mariano Peluffo - El mismo
- Ricky Pashkus - El mismo
- Guillermo Novellis - El mismo
- Sandra Mihanovich - Ella misma
- Julia Calvo - Maricarmen Herrera
- Mario Pasik - Douglas Morris
- Freddy Villarreal - El Mánager
- Mario Moscoso - Inspector

## Recepción
El primer episodio de Qitapenas por la pantalla de Telefe logró un promedio de 11.6 puntos de rating, con picos de 12.7 puntos, superando a su competencia directa, Telenoche (Canal 13), y estableciéndose como el cuarto programa más visto del día.

### Crítica
Qitapenas recibió buenas críticas en general. Una periodista, de Clarín, destacó las actuaciones del elenco en general y en especial las de Rodríguez y Noher, a los que los calificó como dos comediantes de primera. Además destacó la labor de los directores Gustavo Luppi y Mariano Demaría, y resaltó la manera en la que se la presentaron los personajes, y dijo que «afortunadamente, a los personajes los conocimos a través de sus acciones y sus canciones, sin necesidad de largas parrafadas para explicar quién es quién.».
El sitio Television.com.ar, dijo que «la inclusión de María Concepción César, después de dos años sin pantalla, es prometedora junto a los más jóvenes del reparto: Reca y Benjamín Amadeo se perfilan como las revelaciones.».

### Audiencia
| Martes                      | 30 de abril de 2013      | Capítulo 1: Qitapenas vs Jones                       | 11.6 | Sí (Telenoche)                      | [ 4 ]  |
| Miércoles                   | 1 de mayo de 2013        | Capítulo 2: Amor imposible                           | 9.3  | No (Telenoche)                      | [ 5 ]  |
| Jueves                      | 2 de mayo de 2013        | Capítulo 3: ¡Se viene el reality!                    | 11.6 | No (Telenoche)                      | [ 6 ]  |
| Martes                      | 7 de mayo de 2013        | Capítulo 4: Celos que matan                          | 11.2 | No (Telenoche)                      | [ 7 ]  |
| Miércoles                   | 8 de mayo de 2013        | Capítulo 5: Noche de duelo                           | 8.7  | No (Telenoche)                      | [ 8 ]  |
| Jueves                      | 9 de mayo de 2013        | Capítulo 6: Duelo de solistas                        | 9.6  | No (Telenoche)                      | [ 8 ]  |
| Martes                      | 14 de mayo de 2013       | Capítulo 7: Competencia desleal                      | 8.1  | No (Telenoche)                      | [ 9 ]  |
| Miércoles                   | 15 de mayo de 2013       | Capítulo 8: El momento soñado                        | 8.2  | No (Telenoche)                      | [ 10 ] |
| Jueves                      | 16 de mayo de 2013       | Capítulo 9: Confesiones de amor                      | 7.3  | No (Telenoche)                      | [ 11 ] |
| Martes                      | 21 de mayo de 2013       | Capítulo 10: Un juego peligroso                      | 7.6  | No (Telenoche)                      | [ 12 ] |
| Jueves                      | 23 de mayo de 2013       | Capítulo 11: Discusión y engaño                      | 7.0  | No (Telenoche)                      | [ 13 ] |
| Martes                      | 28 de mayo de 2013       | Capítulo 12: Cartas de amor                          | 8.2  | No (Telenoche)                      | [ 14 ] |
| Sábado                      | 8 de junio de 2013       | Capítulo 13: Tony ofendido                           | 4.5  | Sí (Plan TV)                        | [ 15 ] |
| Sábado                      | 15 de junio de 2013      | Capítulo 14: Los conflictos los alejan               | 3.6  | No (Plan TV)                        | [ 16 ] |
| Sábado                      | 22 de junio de 2013      | Capítulo 15: La fuga                                 | 3.8  | Sí (Plan TV)                        | [ 17 ] |
| Sábado                      | 29 de junio de 2013      | Capítulo 16: La confusión de Jones                   | 3.7  | No (Plan TV)                        | [ 18 ] |
| Sábado                      | 6 de julio de 2013       | Capítulo 17: Sin salida                              | 3.6  | Sí (Plan TV)                        | [ 19 ] |
| Sábado                      | 13 de julio de 2013      | Capítulo 18: Una apuesta arriesgada                  | 3.0  | No (Solo para reír)                 | [ 20 ] |
| Sábado                      | 20 de julio de 2013      | Capítulo 19: Un pedido desesperado                   | 2.7  | No (Solo para reír)                 | [ 21 ] |
| Sábado                      | 27 de julio de 2013      | Capítulo 20: Salvar a Joaquina                       | 1.6  | No (Solo para reír)                 | [ 22 ] |
| Sábado                      | 3 de agosto de 2013      | Capítulo 21: Corazón roto                            | 1.6  | No (Solo para reír)                 | [ 23 ] |
| Sábado                      | 10 de agosto de 2013     | Capítulo 22: Armonías                                | 2.4  | No (Solo para reír)                 | [ 24 ] |
| Sábado                      | 17 de agosto de 2013     | Capítulo 23: La reinvención de Tony                  | 2.0  | No (Solo para reír)                 | [ 25 ] |
| Sábado                      | 24 de agosto de 2013     | Capítulo 24: ¿Se viene la cantina boutique?          | 2.2  | No (El Chavo y Solo para reír)      | [ 26 ] |
| Sábado                      | 31 de agosto de 2013     | Capítulo 25: Un futuro incierto                      | 2.3  | Sí (Solo para reír)                 | [ 27 ] |
| Sábado                      | 7 de septiembre de 2013  | Capítulo 26: Sin palabras                            | 2.4  | No (Solo para reír)                 | [ 28 ] |
| Sábado                      | 14 de septiembre de 2013 | Capítulo 27: Pelear por la pareja                    | 3.0  | Sí (Copa Davis 2013)                | [ 29 ] |
| Sábado                      | 21 de septiembre de 2013 | Capítulo 28: Tony, quiero pedirle la mano de su hija | 1.8  | No (Solo para reír)                 | [ 30 ] |
| Sábado                      | 28 de septiembre de 2013 | Capítulo 29: No bajar los brazos                     | 1.6  | No (Solo para reír)                 | [ 31 ] |
| Sábado                      | 5 de octubre de 2013     | Capítulo 30: ¡El final!                              | 2.3  | No (El Chavo) / Sí (Solo para reír) | [ 32 ] |
| Datos oficiales según IBOPE |                          |                                                      |      |                                     |        |

     Mayor índice de audiencia del programa.

     Menor índice de audiencia del programa.